# Bad Manners
Bad Manners és un grup anglès de ska, de la denominada "Two Tone".

## Història
Grup format cap al 1978 i en el qual cal destacar el protagonisme del vocalista i líder del grup, Douglas Trendle, més conegut com a Buster Bloodvessel, orondo skinhead (pateix d'obesitat mòrbida) i autèntic home-espectacle en directe. Al seu costat hi ha Louis Cook a la guitarra, a Brian Tuitt a la bateria, Alan Sayago a l'harmònica, Paul Hyman com a trompeta, Andrew Marson com a saxofon alt, Chris Kane com a saxofon tenor, Dave Farran al baix i Martin Stewart als teclats.
Aquesta serà la formació de 1980, amb la qual trauran al mercat el seu primer single "Ne-Ne Na-Na Na-Na Nu-Nu / Holidays" i poc després el seu primer Lp, "Ska'n'B", títol que anticipa quin tipus de música és la per la que estan influïts, el ska i el rythm'n'blues. Aquell mateix any, al novembre trauran a la venda el seu segon disc, "Looney Tunes". A partir d'aquest moment, les gires per tot Europa són contínues. El 1981 gravaran el seu tercer àlbum, "Gosh It's", últim disc de Bad Manners englobat en el període Two Tone. A partir d'aquest moment, Bad Manners seguirà editant material durant tota la dècada dels vuitanta: "forging Ahead" (1982), "The Height of Bad Manners" (1983), "Mental Notes" (1985), "Shake a Leg "(1987)," Eat The Beat "(1988)," Return of The Ugly (1989) i ja als anys noranta, "Fat Sound" (1992) i "Don't Knock The Balhead" (1997). Actualment (2006) Bad Manners segueixen fent concerts, encara que de la formació inicial només en sobreviu Fatty "Buster" Bloodvessel.

## Actuacions aCatalunya
Tot i que no acostuma a actuar massa a Catalunya, les últimes actuacions del grup han estat:
- 2003: El Rebrot a Berga
- 2004: El Rebrot a Berga
- 2008: Festa Major de Passanant[1]
- 2008: Sala Apolo a Barcelona[2]
- 2011: Sala Estraperlo a Badalona
- 2012: RudeCat a La Mirona de Salt
- 2013: Sala Estraperlo
- 2013: Acampada Jove a Montblanc
- 2015 Sala Estraperlo
- 2017 Bellpuig, Tarragona i La Bisbal de l'Empordà

## Discografia
- 1980: Ska 'n' B
- 1981: Loonee Tunes!
- 1981: Gosh It's... Bad Manners
- 1982: Forging Ahead
- 1985: Mental Notes
- 1987: Live and Loud
- 1988: Eat The Beat
- 1989: Return Of The Ugly
- 1993: Fat Sound
- 1994: Skinhead
- 1997: Heavy Petting
- 1997: Don't Knock The Baldhead
- 1998: Viva La Ska Revolution
- 1999: Rare and Fatty
- 2003: Stupidity
- 2006: Skinhead Love Affair

## Singles
- "Ne-Ne Na-Na Na-Na Nu-Nu" (Feb 1980) UK #28
- "Lip Up Fatty" (Jun 1980) UK #15
- "Special Brew" (Sep 1980) UK #3
- "Lorraine" (Dec 1980) UK #21
- "Just A Feeling" (Mar 1981) UK #13
- "Can Can" (Jun 1981) UK #3
- "Walking In The Sunshine" (Sep 1981) UK #10
- "Buona Sera (Don't Be Angry)" (Nov 1981) UK #34
- "Got No Brains" (May 1982) UK #44
- "My Girl Lollipop (My Boy Lollipop)" (Jul 1982) UK #9
- "Samson And Delilah" (Oct 1982) UK #58
- "That'll Do Nicely" (Apr 1983) UK #49
- "Blue Summer" (1985)
- "Skaville UK" (May 1989)

## Recopilacions
- "The Height of Bad Manners (1983) UK #23
- "Anthology - Bad Manners (1989)
- "Fatty Fatty (1993)
- "The Collection (1998)
- "Magnetism (2000)
- "Special Brew: The Platinum Collection (2005)